# Стасьоляс
Стасьоляс (пол. Stasiolas) — село в Польщі, у гміні Уязд Томашовського повіту Лодзинського воєводства.
Населення — 244 особи (2011).
У 1975-1998 роках село належало до Пйотрковського воєводства.

## Демографія
Демографічна структура станом на 31 березня 2011 року:
|          | Загалом | Допрацездатний вік | Працездатний вік | Постпрацездатний вік |
| -------- | ------- | ------------------ | ---------------- | -------------------- |
| Чоловіки | 104     | 25                 | 70               | 9                    |
| Жінки    | 140     | 34                 | 71               | 35                   |
| Разом    | 244     | 59                 | 141              | 44                   |